# Richmond Olympic Oval
Richmond Olympic Oval je víceúčelová sportovní hala v kanadském Richmondu v provincii Britská Kolumbie. Postavena byla v letech 2006–2008 v nadmořské výšce 4 m pro konání rychlobruslařských soutěží na Zimních olympijských hrách 2010, náklady dosáhly částky 178 milionů kanadských dolarů. Během ZOH 2010 její kapacita činila 8000 diváků, po jejich skončení slouží k různým sportovním akcím, neboť disponuje dvěma ledovými plochami pro lední hokej, dvěma závodními drahami, umělou lezeckou stěnou, veslařskými trenažéry a plochou, která může být využita pro basketbal, volejbal, sálový fotbal nebo stolní tenis.

## Velké akce
Rychlobruslařské závody zde proběhly pouze v letech 2008–2010. Po prvních zkušebních závodech v říjnu 2008 se zde v prosinci toho roku konal kanadský šampionát na jednotlivých tratích.
- Mistrovství světa v rychlobruslení na jednotlivých tratích 2009
- Rychlobruslení na Zimních olympijských hrách 2010

## Rekordy rychlobruslařské dráhy

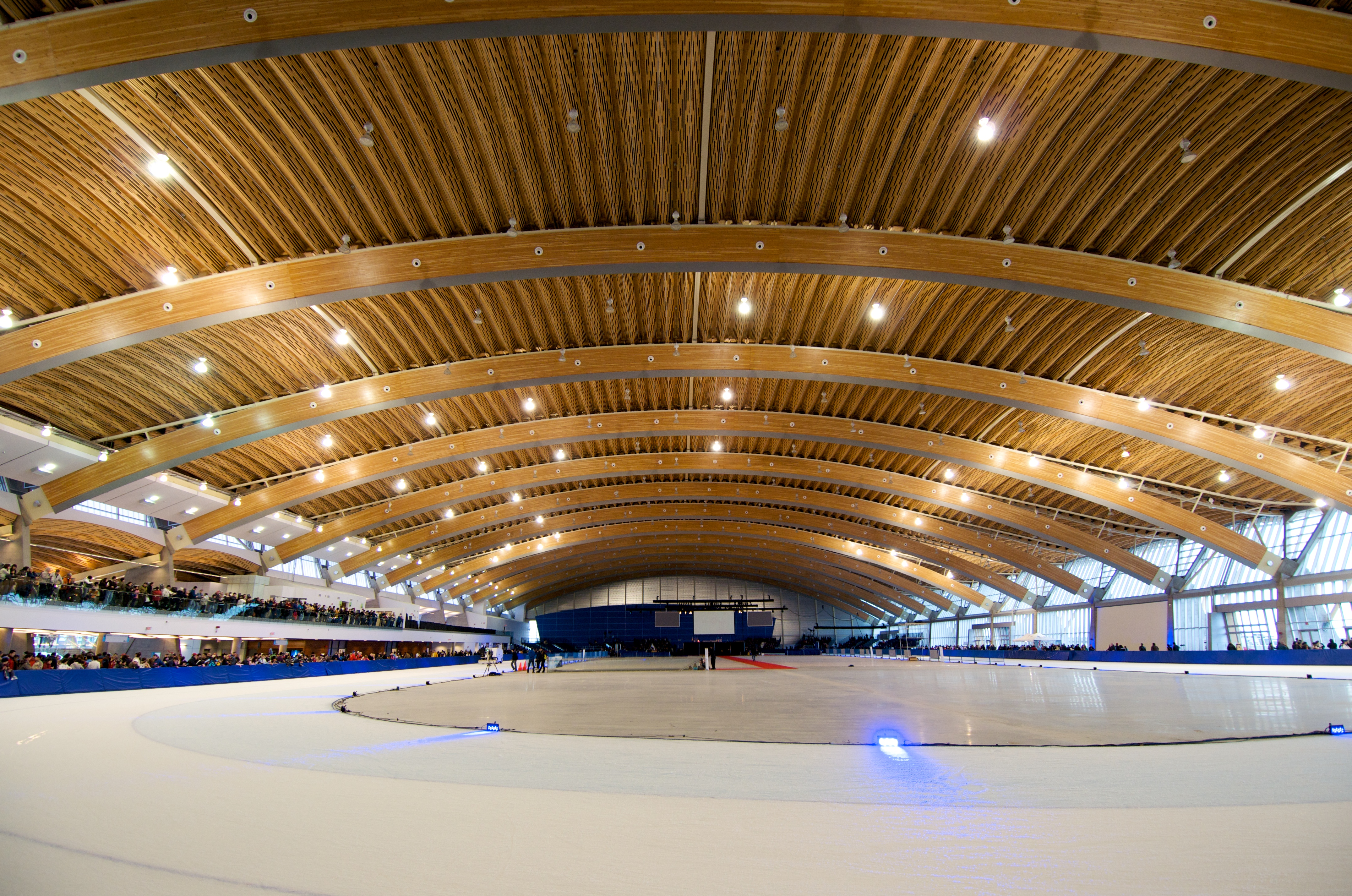
Interiér haly s ledovým rychlobruslařským oválem

Stav k 25. lednu 2014.
| Závod         | Jméno                                               | Čas (body) | Datum              |
| ------------- | --------------------------------------------------- | ---------- | ------------------ |
| 500 m         | I Kang-sok                                          | 34,80      | 15. března 2009    |
| 1000 m        | Shani Davis                                         | 1:08,94    | 17. února 2010     |
| 1500 m        | Mark Tuitert                                        | 1:45,57    | 20. února 2010     |
| 3000 m        | Sven Kramer                                         | 3:40,51    | 6. února 2010      |
| 5000 m        | Sven Kramer                                         | 6:14,60    | 13. února 2010     |
| 10 000 m      | Sven Kramer                                         | 12:55,32   | 14. března 2009    |
| stíhací závod | Nizozemsko Sven Kramer Mark Tuitert Jan Blokhuijsen | 3:39,95    | 27. února 2010     |
| 2×500 m       | I Kang-sok                                          | 69,730     | 15. března 2009    |
| minivíceboj   | Randy Plett                                         | 167,032    | 21.–22. února 2009 |
| malý víceboj  | Richard MacLennan                                   | 157,702    | 30.–31. ledna 2009 |

| Závod         | Jméno                                                                | Čas (body) | Datum              |
| ------------- | -------------------------------------------------------------------- | ---------- | ------------------ |
| 500 m         | Jenny Wolfová                                                        | 37,72      | 15. března 2009    |
| 1000 m        | Christine Nesbittová                                                 | 1:16,28    | 14. března 2009    |
| 1500 m        | Christine Nesbittová                                                 | 1:56,89    | 18. října 2009     |
| 3000 m        | Martina Sáblíková                                                    | 4:02,53    | 14. února 2010     |
| 5000 m        | Martina Sáblíková                                                    | 6:50,91    | 24. února 2010     |
| stíhací závod | Kanada Kristina Grovesová Christine Nesbittová Brittany Schusslerová | 2:58,25    | 15. března 2009    |
| 2×500 m       | Jenny Wolfová                                                        | 75,750     | 15. března 2009    |
| minivíceboj   | Sarah Greggová                                                       | 169,010    | 30.–31. ledna 2009 |